# Май 2010 года

Список событий мая 2010 года.

## События
- 1 мая
  - Албания стала 37-м членом Европейской патентной организации[1].
  - Жертвами двух взрывов в Могадишо стали 39 человек, ещё около 70 получили ранения[2].
  - В Шанхае открылась всемирная выставка Expo 2010[3][4].
  - В Нью-Йорке была оцеплена часть площади Таймс-сквер и проведена эвакуация людей в связи с попыткой теракта[5].
  - На Тайване впервые с 2005 года применён смертный приговор[6].
  - Американец Энтони Лейк стал новым исполнительным директором Детского фонда ООН (ЮНИСЕФ)[7].
- 2 мая
  - Президент США Барак Обама прибыл в Луизиану для участия в оценке последствий разлива нефти в Мексиканском заливе[8].
  - В Непале прошла всеобщая забастовка, организованная маоистами. Митингующие требовали отставки действующего правительства[9].
  - Исламисты сомалийской боевой группировки «Хизбул-Ислам» захватили «пиратскую столицу» Сомали город Харадер[10].
  - Крис Солински пробежал дистанцию 10000 м менее чем за 27 минут став первым бегуном неафриканского происхождения, преодолевшим этот временной рубеж[11].
- 3 мая
  - Премьер-министр Таиланда Апхисит Ветчачива предложил провести новые всеобщие выборы в Таиланде 14 ноября 2010 года, чтобы урегулировать затянувшийся политический кризис[12].
  - В чемпионате мира по снукеру победил Нил Робертсон, впервые более чем за 50 лет победа досталась австралийцу[13].
  - Американские авиакомпании United Airlines и Continental Airlines объявили о слиянии, в результате которого должна образоваться компания — крупнейший в мире авиаперевозчик[14].
  - «Движение за справедливость и равенство», экстремистская группировка в провинции Дарфур, на западе Судана, приостановила мирные переговоры с правительством страны[15].
  - Началось сильное наводнение на юге США, погибло не менее 28 человек[16].
  - В Индии суд вынес вердикт Аджмалю Амиру Касабу — единственному оставшемуся в живых исполнителю терактов в Мумбаи, совершённых в ноябре 2008 года[17].
  - Бронированный состав Председателя Государственного комитета обороны КНДР Ким Чен Ира пересёк границу с Китаем, это первый зарубежный визит главы КНДР с 2006 года[18].
- 4 мая
  - В Греции началась 48-часовая забастовка работников государственного сектора[19].
  - Бывший президент Аргентины Нестор Киршнер был избран генеральным секретарём Союза южноамериканских наций на чрезвычайном саммите этой организации в аргентинском городе Кампана[20].
  - Картина Пабло Пикассо «Обнажённая, зелёные листья и бюст» была продана за 106,4 млн долларов, тем самым был поставлен новый рекорд по стоимости произведения искусства[21].
- 5 мая
  - На парламентских выборах на Маврикии большинство мест получил правящий Альянс будущего премьер-министра Навина Рангулама[22].
  - В связи с кончиной президента Нигерии Умару Яр-Адуа в стране объявлен семидневный траур[23].
  - Сомалийскими пиратами был захвачен российский танкер «Московский университет», благодаря умелым действиям экипажа пираты не смогли управлять судном и через сутки оно было освобождено морскими пехотинцами с корабля «Маршал Шапошников»[24].
  - Подал в отставку премьер-министр Того Жильбер Унгбо[25].
- 6 мая
  - Одно из крупнейших падений индекса Dow Jones: на 998,5 пунктов за примерно 15 минут[26].
  - В Великобритании прошли парламентские выборы. Консервативная партия набрала относительное большинство и поэтому правительство будет формироваться на коалиционной основе[27].
  - В Интернете запущены первые домены, полностью состоящие из нелатинских букв[28].
  - В Мьянме распущена основная оппозиционная партия «Национальная лига за демократию» возглавляемая Аун Сан Су Чжи, так как партия не смогла пройти процедуру перерегистрации[29].
- 7 мая
  - Опубликован черновой вариант полного генома неандертальца, предоставлены доказательства, что неандертальцы скрещивались с людьми[30][31].
  - Один из лидеров мирового рынка экспресс-доставки, компания DHL, прекратила доставлять грузы (кроме писем) для физических лиц из США в Россию[32].
- 8 мая
  - Король Испании Хуан Карлос I перенёс операцию по удалению опухоли из лёгкого[33].
  - Египетский миллиардер Мохаммед аль-Файед продал универмаг класса-люкс Harrods за 1,5 миллиарда фунтов суверенному катарскому фонду Qatar Holding[34].
  - Вооружённые силы Пакистана провели успешные испытания баллистических ракет «Шахин-1» и «Газневи», способных нести ядерные боезаряды[35].
- 9 мая
  - Победителем чемпионата Англии по футболу впервые за три года стала команда «Челси»[36].
  - В результате взрывов метана на шахте «Распадская» в Кемеровской области погибло 30 и судьба более 60 горняков и горноспасателей неизвестна[37].
  - Евросоюз объявил о создании крупнейшего в мировой истории стабилизационного фонда объёмом 750 млрд евро[38].
  - В Коста-Рике вступила в должность первая женщина-президент Лаура Чинчилья[39].
  - В Москве прошёл парад Победы, впервые в нём принимали участие войска Великобритании, США, Франции и Польши[40].
  - Прошли выборы в ландтаг крупнейшей земли ФРГ Северный Рейн — Вестфалия. ХДС и СДПГ набрали равное количество голосов[41].
- 10 мая
  - Израиль, Словения и Эстония стали новыми членами Организации экономического сотрудничества и развития[42].
  - На Филиппинах прошли выборы президента, депутатов парламента и представителей местной власти. На президентских выборах лидирует Бениньо Акино-младший[43][44].
  - В результате серии терактов в Ираке погибло более 100 человек[45].
- 11 мая
  - Новым премьер-министром Великобритании стал консерватор Дэвид Кэмерон. Он объявил о создании коалиции с партией либеральных демократов, лидер которых Ник Клегг стал заместителем премьер-министра[46].
  - В Софии завершился матч за звание чемпиона мира по шахматам. Вишванатан Ананд обыграл Веселина Топалова и сохранил звание чемпиона[47].
- 12 мая
  - В Триполи потерпел крушение самолёт, погибли 103 человека, 1 выжил[48].
  - В Каннах открылся 63-й международный кинофестиваль[49].
  - Совет управляющих NBA одобрил сделку по продаже клуба «Нью-Джерси Нетс» российскому бизнесмену Михаилу Прохорову. Таким образом он стал первым иностранным владельцем американского баскетбольного клуба[50].
  - Office 2010 вышел в продажу[51].
  - КНДР объявила об успехах в термоядерном синтезе, что может в сотни раз увеличить мощность её оружия[52].
  - Обнаружен объект идентифицированный как сверхмассивная чёрная дыра, который, в отличие от других подобных объектов, находится не в центре, а на краю родительской галактики[53].
  - Правительство Испании объявило о плане сокращения бюджетных расходов, в частности, план предусматривает снижение зарплат бюджетников в среднем на 5 процентов[54].
  - Жертвами взрыва газа на шахте в юго-западной провинции Гуйчжоу в Китае стали 21 человек[55].
  - Мадридский футбольный клуб «Атлетико» стал победителем футбольной Лиги Европы, выиграв у лондонского клуба «Фулхэм»[56].
  - Появился кириллический домен .рф.
- 13 мая
  - Полиция Дубая арестовала одного из самых влиятельных нигерийских политиков Джеймса Ибори, по обвинению в коррупции[57].
  - В Кыргызстане здания областных администраций Ошской, Джалал-Абадской и Баткенской области перешли под контроль сторонников бывшего президента Кыргызстана Курманбека Бакиева[58].
  - В российском сегменте интернета заработали первые два сайта с кириллическим доменом .рф[59].
- 14 мая
  - С космодрома имени Кеннеди успешно стартовал шаттл «Атлантис», одна из целей его полёта — доставка на МКС нового российского модуля «Рассвет»[60].
  - В столице Таиланда Бангкоке возобновились беспорядки. Погибли по меньшей мере 10 человек и 125 ранены[61].
  - В результате взрыва во время футбольного матча в иракском городе Талль-Афар 25 человек погибли, более 125 ранены[62].
- 15 мая
  - 16-летняя австралийка Джессика Уотсон завершила одиночное кругосветное путешествие на яхте и стала самой юной из мореплавателей, обошедших без посторонней помощи вокруг земного шара[63].
  - В Гонконге прошли дополнительные выборы в связи с отставкой пятерых депутатов Законодательного совета[64].
  - Представители Google признали, что в течение последних трёх лет компания ошибочно собирала незашифрованную информацию из беспроводных сетей с помощью оборудования автомобилей Street View[65].
- 16 мая
  - Победителем гран-при Монако стал пилот команды Red Bull австралиец Марк Уэббер[66].
  - Продолжающееся извержение вулкана Эйяфьядлайёкюдль стало причиной закрытия некоторых аэропортов Великобритании, в том числе в Ливерпуле, Манчестере, Лидсе, Донкастере и Престуике[67].
  - На парламентских выборах в Доминиканской Республике большинство мест в обеих палатах парламента завоевала правящая Доминиканская партия освобождения[68].
- 17 мая
  - Иран, Турция и Бразилия подписали соглашение о процедуре обмена урана на ядерное топливо[69].
  - 30 человек погибли в результате нападения на автобус мятежников-маоистов в индийском штате Чхаттисгарх[70].
  - В горах неподалёку от Кабула потерпел катастрофу Ан-24, на борту которого находились 38 пассажиров и 5 членов экипажа[71].
  - Президент Португалии Анибал Каваку Силва подписал закон, разрешающий однополые браки. Таким образом Португалия стала шестым государством Евросоюза и восьмым в мире, в котором разрешены однополые браки[72].
  - 28 шахтёров погибли в шахте Карадон в турецкой провинции Зонгулдак после взрыва в ней метана[73].
- 18 мая
  - Генсек ООН Пан Ги Мун назначил новым руководителем Рамочной конвенции ООН по изменению климата коста-риканского дипломата Кристиану Фигерес[74].
  - В результате взрыва автомобиля со смертником в центре Кабула погибло 40 человек[75].
- 19 мая
  - Сильные пожары возникли одновременно в нескольких местах в Бангкоке и в северо-восточных провинциях Таиланда в результате поджогов, осуществлённых сторонниками оппозиции[76].
  - В городе Ленинск-Кузнецкий произошёл обвал породы на шахте «Алексеевская»; есть жертвы[77].
  - Председатель временного правительства Кыргызстана Роза Отунбаева наделена полномочиями президента республики сроком до 31 декабря 2011 года[78].
  - Сомали заявило о признании независимости Косова[79].
- 20 мая
  - Из парижского Музея современного искусства украли пять картин знаменитых художников; были похищены работы Пабло Пикассо, Анри Матисса, Жоржа Брака, Амедео Модильяни и Фернана Леже[80].
  - Южная Корея официально обвинила КНДР в подрыве корвета «Чхонан» 26 марта этого года[81].
  - В Греции объявлена 24-часовая всеобщая забастовка[82].
  - Генетики из Института Крейга Вентера заявили, что им удалось успешно пересадить искусственно созданный геном бактерии в бактерию Mycoplasma mycoides, таким образом впервые в мире получен организм с искусственным геномом[83].
- 21 мая
  - Подал в отставку глава национальной разведки США Деннис Блэр[84].
  - С японского космодрома Танегасима стартовала ракета H-IIA, которая вывела в космос венерианский зонд «Акацуки» и IKAROS, первый в мире межпланетный аппарат с солнечным парусом на борту[85].
  - В результате взрыва заминированного автомобиля в провинции Дияла на востоке Ирака погибли 22 человека и 53 получили ранения[86].
  - Сальва Киир официально стал первым избранным президентом Южного Судана[87].
- 22 мая
  - Состоялось торжественное перезахоронение останков Николая Коперника в соборе города Фромборка на севере Польши[88].
  - В финале Лиги чемпионов миланский «Интер» обыграл мюнхенскую «Баварию»[89].
  - При посадке в аэропорту Мангалора разбился Boeing-737 авиакомпании Air India. Погибли 159 человек[90].
  - 13-летний американец Джордан Ромеро стал самым молодым в истории покорителем Эвереста[91].
- 23 мая
  - В Эфиопии прошли парламентские выборы[92].
  - В непризнанной Нагорно-Карабахской Республике прошли парламентские выборы, большинство голосов собрала партия «Свободная Родина»[93][94].
  - В финале чемпионата мира по хоккею с шайбой команда Чехии обыграла команду России со счётом 2:1[95].
  - Лента режиссёра Апичатпонга Верасетакула «Дядюшка Бунми, вспоминающий свои прошлые жизни» получила «Золотую пальмовую ветвь» 63-го Каннского фестиваля[96].
  - Две катастрофы в Китае: не менее 51 погибшего[97].
- 24 мая
  - В Пекине начался второй раунд китайско-американского стратегического и экономического диалога[98].
  - В Тринидаде и Тобаго начались всеобщие выборы[99].
  - Прекратил извергаться исландский вулкан Эйяфьядлайёкюдль[100].
- 25 мая
  - Лидер КНДР Ким Чен Ир отдал приказ привести войска в боевую готовность[101]. Одновременно власти КНДР приняли решение о прекращении всех отношений с Южной Кореей[102].
  - В Британии впервые был заражён компьютерным вирусом чип, встроенный в тело человека[103].
  - Подведены итоги парламентских выборов в Тринидаде и Тобаго — победил «Объединённый национальный конгресс» Камлы Персад-Биссессар, которая станет первой женщиной на посту премьер-министра этой страны[104].
  - На парламентских выборах в Суринаме победу одержал блок «Мега Комбинация» бывшего диктатора Дези Баутерсе[105].
  - В Анталье разбился автобус с российскими туристами, погибло 16 человек[106].
- 26 мая
  - В Ставрополе произошёл террористический акт вблизи Дворца культуры. 6 человек погибло, 38 ранены[107].
  - Уровень воды в Одере достиг критической отметки — 5,9 метра, в связи с этим в федеральной земле Бранденбург объявлена высшая, 4-я степень тревоги[108].
  - Президент Ирана Махмуд Ахмадинежад выступил с резкой критикой России в ответ на согласие Кремля с очередными санкции СБ ООН против Ирана[109].
  - В Перу досрочно освобождена гражданка США Лори Беренсон, приговорённая к 20 годам тюрьмы за сотрудничество с террористической группировкой «Революционное движение имени Тупака Амару»[110].
  - BirdLife International и Всемирный союз охраны природы объявили вымершим вид птиц алаотранская поганка, обитавший на Мадагаскаре[111].
  - Apple стала крупнейшей в мире IT-компанией, обойдя по капитализации Microsoft[112].
- 27 мая
  - Возвращённые в Ливию археологические артефакты, которые были вывезены британскими солдатами в 1950-х, выставлены в Музей Ливии в Триполи[113].
  - В Латинской Америке начали извергаться два вулкана: Пакайя в Гватемале и Тунгурауа рядом с крупнейшим эквадорским городом Гуаякиль[114].
  - Приведён к присяге президент Судана Омар аль-Башир[115].
- 28 мая
  - Бельгия, Германия, Ирландия, Испания, Италия, Канада, Нидерланды, Норвегия, Финляндия, Франция, Швейцария, Швеция и Япония внесли платежи в размере 36 миллионов долларов за Гаити, пострадавшей от землетрясения в январе этого года; тем самым долг республики перед Всемирным банком аннулирован[116].
  - В Чехии прошли парламентские выборы, больше всего мест получила Чешская социал-демократическая партия, однако недостаточно много, чтобы сформировать правительство в одиночку[117][118].
  - В Лахоре террористами атакованы две мечети секты Ахмадие и взяты две тысячи заложников. При штурме полицейским спецназом мечети освобождены[119].
  - При подрыве поезда в индийском штате Западная Бенгалия погибли 146 человек[120].
- 29 мая
  - На конкурсе песни «Евровидение 2010» одержала победу германская исполнительница Лена Майер-Ландрут с песней «Satellite»[121].
- 30 мая
  - Российский гандбольный клуб Чеховские медведи уступает в матче за третье место испанскому «Сьедад Реалу» 28:36 и завоёвывает лишь четвёртое место в своём первом в истории «Финале четырёх» Лиги чемпионов[122].
  - Президентские выборы прошли в Колумбии[123]. Больше всех голосов набрал Хуан Мануэль Сантос, однако и их не хватило для победы в первом туре[124].
  - Социал-демократическая партия Японии заявила о выходе из правящей коалиции, из-за несогласия по вопросу о военной базе США на японском острове Окинава[125].
  - В Грузии начались выборы в органы местного самоуправления, а также выборы мэра Тбилиси[126].
  - В Лиссабоне несколько сотен тысяч человек приняли участие в массовой акции протеста, направленной против принятых правительством страны антикризисных мер[127].
  - Вручены награды IV кинофестиваля «Зеркало»[128].
- 31 мая
  - Президент Германии Хорст Кёлер подал в отставку[129][130].
  - Из-за тропического шторма «Агата» в Центральной Америке погибли по меньшей мере 83 человека[131].
  - В Ростове-на-Дону открылся 25-й саммит Россия — Евросоюз[132].
  - В Средиземном море израильские военные корабли с помощью оружия остановили конвой из шести судов, направлявшийся в сектор Газа, в ходе инцидента убиты не менее десяти человек, несколько десятков — ранены[133].
  - Пакистан восстановил доступ к видеохостингу YouTube и социальной сети Facebook, который был закрыт после проведённой пользователями этих сайтов акции «День, когда все рисуют Мухаммеда[англ.]»[134].
  - Объявлено об открытии нового подхода, позволяющего существенно снизить смертность от геморрагической лихорадки Эбола[135].
  - Президент Судана Омар аль-Башир распустил правительство страны[115].